# Gottesmutter Tricheirousa

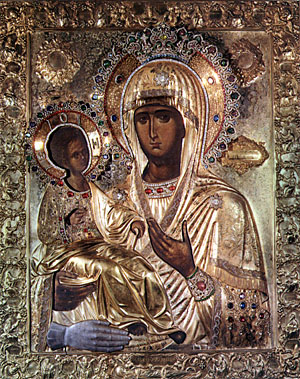
Gottesmutter Tricheirousa von den drei Händen, 14. Jh., Kloster Hilandar, Athos

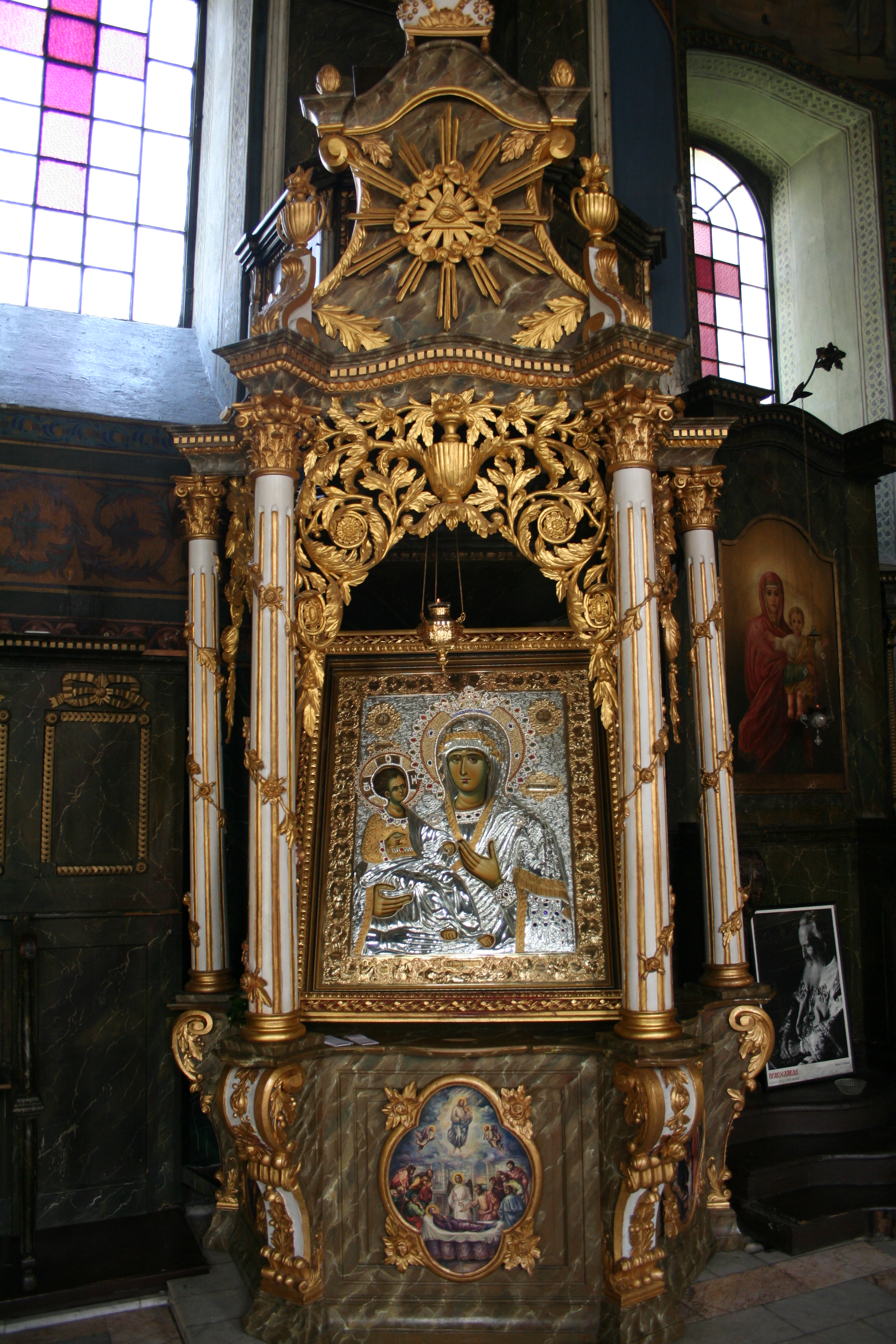
Kopie der Bogorodica Trojeručica in der Saborna crkva Svetih apostola Petra i Pavla in Šabac

Die Gottesmutter Tricheirousa, die  ‚Dreihändige‘, auf Serbisch wird die Ikone als Богородица Тројеручица (Bogorodica Trojeručica) – Die dreihändige Gottesgebärerin bezeichnet und ist eine Ikone der Maria, der Mutter Jesu. Das Original des Gnadenbildes befindet sich in dem serbisch-orthodoxen Kloster Hilandar auf dem Berg Athos in Griechenland und zählt zu den wichtigsten Ikonen der serbisch-orthodoxen Kirche.

## Namensgebung
Die Gottesmutter Tricheirousa (deutsch auch manchmal Gottesmutter Tricherousai geschrieben) ist nach ihrer griechischen Bezeichnung Panagia i Tricherousa, die  Allheilige Jungfrau von den drei Händen (griechisch Παναγία η Τριχερούσα) benannt. Die dritte Hand ist eine Votivgabe, die Abbildung einer Hand, die dem Bild als Dank gestiftet und hinzugefügt wurde. In der serbischen Sprache wird die Ikone als Богородица Тројеручица (Bogorodica Trojeručica) – Die dreihändige Gottesgebärerin bezeichnet.

## Beschreibung und Entstehung
Die doppelseitige Ikone zeigt auf der Vorderseite das Bild der Gottesmutter mit dem Jesuskind auf dem rechten Arm. Anfang des 20. Jahrhunderts wurde ein Silberüberfang (Oklad) hinzugefügt, der nur Gesichter und Hände der beiden Figuren freilässt. Auf der Rückseite der Ikone befindet sich ein Bild des Heiligen Nikolaus von Myra.
In ihrer heutigen, übermalten Fassung stammt die 94 × 67 cm messende Holzikone wohl aus der Mitte des 14. Jahrhunderts. Manche Experten vermuten auch, dass es sich bei der heutigen Ikone um eine Kopie aus dem 18. Jahrhundert handeln könnte.
Die Darstellung der Dritten Hand findet sich heute in der linken unteren Ecke der Ikone. Bei älteren Kopien der Ikone war sie dagegen etwas rechts von der Mitte angenagelt.
Der Legende nach soll die Ikone aus Damaskus stammen und über Jerusalem im 13. Jahrhundert nach Serbien gebracht worden sein. Kunsthistorische Untersuchungen deuten aber darauf hin, dass die Ikone serbischen Ursprungs ist und in Skopje hergestellt wurde.
Wahrscheinlich wurde sie zum Ende des 14. Jahrhunderts nach der Eroberung von Skopje durch das Osmanische Reich und das Vordringen des Islam in der Region auf den Berg Athos in Griechenland übertragen.

## Ikonentyp
Die Ikone der Gottesmutter Tricheirousa gehört nach der Art ihrer Darstellung der Maria zum byzantinischen Typus der Dexiokratousa, da die Gottesmutter das Jesuskind mit ihrem rechten Arm hält. Dies unterscheidet sie vom Typus der Hodegetria, bei dem das Kind auf dem linken Arm gezeigt wird.

## Legenden
Wie auch bei zahlreichen anderen berühmten Ikonen ranken sich um die bei den Gläubigen als wundertätig geltende Ikone der Gottesmutter Tricheirousa zahlreiche Legenden. Diese sind erst seit dem späten 17. Jahrhundert schriftlich überliefert.
Die Legenden berichten, dass die Ikone auf dem Rücken eines Esels gebunden zum Athos gebracht wurde.
Der Legende nach wurde die Votivhand von Johannes von Damaskus der Ikone hinzugefügt. Dieser berühmte Theologe und Kirchenvater aus dem 8. Jahrhundert soll vor der Ikone gebetet haben und seine vom Kalifen (oder nach einer anderen Version von einem ikonoklastischen Kaiser) abgehackte Hand sei wieder angewachsen.
Andere Legende berichten, dass die ursprünglich für Prozessionen genutzte Ikone immer wieder wundersamer Weise vom Altar an den Platz des Abts (Igoumenos) gewandert sei. Schließlich wurde die Ikone als Abt akzeptiert. Dies reflektierte sich in den Reformen im Kloster Hilandar, das zu einer idiorhythmischen Organisationsform überging, bei der die Mönche ohne Abt getrennt leben und sich nur zum Gottesdienst versammeln.

## Nachfolge
Seit dem 14. Jahrhundert gibt es vor allem in Serbien Mariendarstellungen, die sich an die Ikone der Gottesmutter Tricheirousa anlehnen:
- Es finden sich Fresken einer Dreihändigen in der Dorfkirche von Karan im heutigen Serbien und in Skopje im heutigen Nordmazedonien.
- In Serbien sind zahlreiche Kopien der berühmten Ikone anzutreffen. So zum Beispiel in der Saborna crkva Svetih apostola Petra i Pavla in Šabac, oder im Kloster Grgetek, auf Fruška Gora
- Im Kloster Lesnovo in Nordmazedonien befindet sich ebenfalls eine Тројеручица (Trojeručica)
- Eine Kopie der Ikone wurde im 17. Jahrhundert nach Russland gebracht und wurde dort häufig wiederum kopiert.[2]
- Eine Kopie der Ikone befindet sich in der Griechisch-orthodoxen Kirche in Wiesbaden-Biebrich.

Abbildungen der Ikone fanden auch als Kupferstiche und als auf Papier gedruckte sogenannte Druckikonen Verbreitung:
- 1816 fertigte der Hilandar-Mönch Pawel der Bulgare die erste Druckikone.
- Auf zwei Stichen aus den Jahren 1817 und 1818 wurde die Tricheirousa als zentrales Motiv mit den Heiligen Sava und Simeon Nemanja festgehalten.

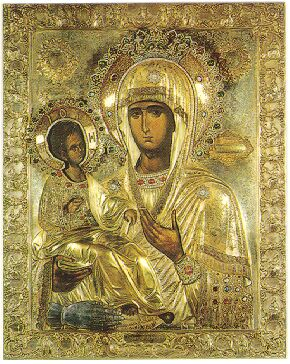
Gottesmutter Tricheirousa, Original 14. Jahrhundert im Kloster Hilandar, Griechenland
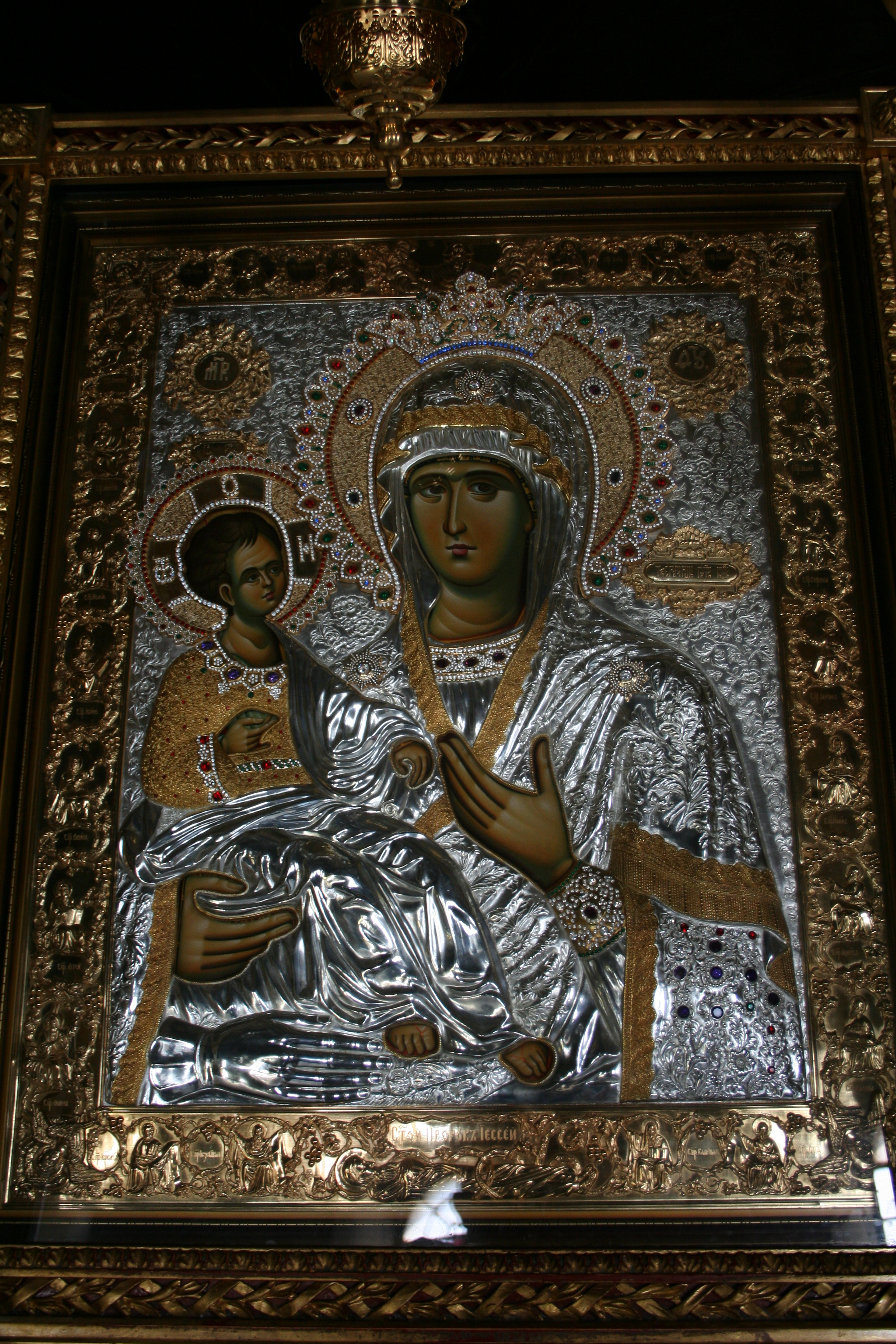
Kopie des Originals in der Saborna crkva Svetih apostola Petra i Pavla in Šabac, Serbien
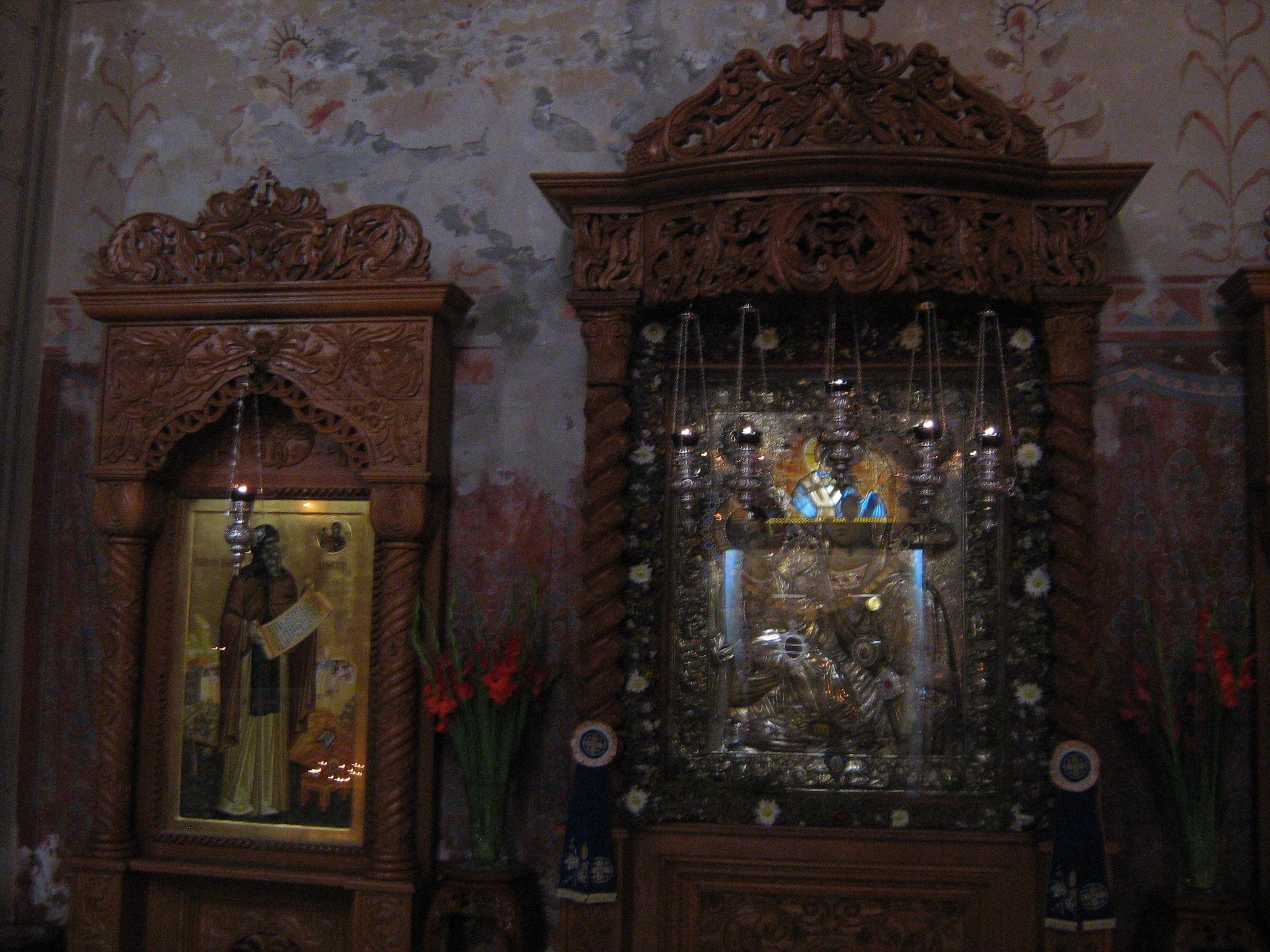
Die dritte Kopie des Originals, Kloster Grgeteg, Fruška Gora, Serbien
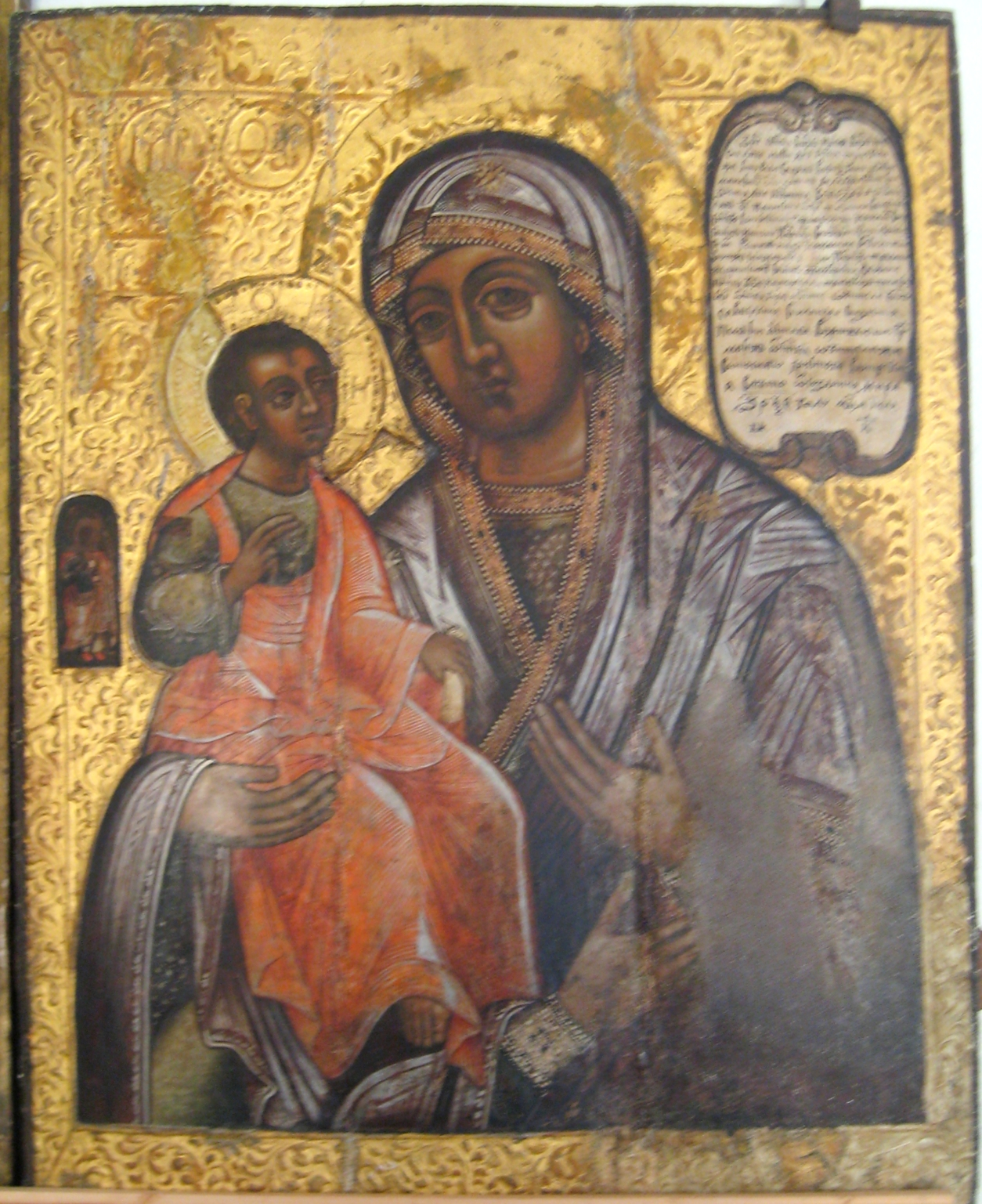
Gottesmutter Tricheirousa, Kopie 19. Jahrhundert
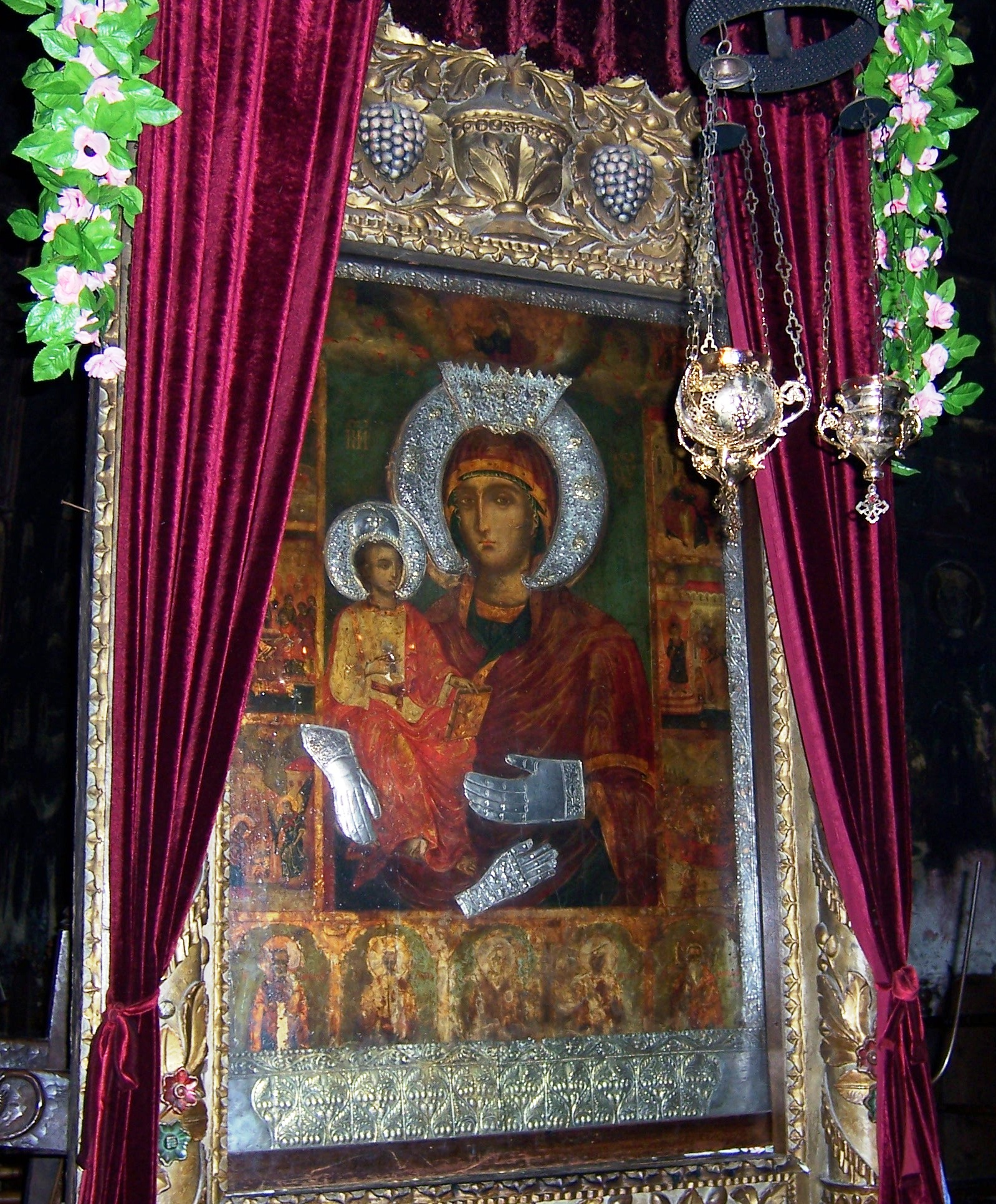
Gottesmutter Tricheirousa, Kopie im Kloster Troyan, Bulgarien
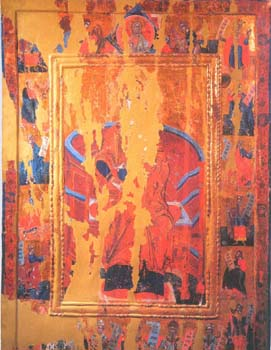
Trojeručica, Kloster Lesnovo, Nordmazedonien